# Gianni Grugef
Gianni Grugef, pseudonimo di Gianni Forgiarini (Genova, 1949), è un fumettista italiano.

## Biografia
Con altri colleghi artisti e scrittori, fondò a Genova nel 1969 un collettivo di autori di fumetti, Grugel.
Collaborò dal 1970 con alcuyne riviste di fumetti come Horror, Comics & Quiz e Sorry; nel 1975 pubblicò con l'Editoriale CEPIM il romanzo a fumetti Waytt Doyle. Un dollaro bucato, scritto da Giancarlo Berardi, e, successivamente, la serie Zembo Testadirame sulla rivista Sgt. Kirk, pubblicato nel 1979 anche in volume dalla Fratelli Fabbri Editori; dal 1977 al 1979 realizzò la serie Il Soldato Cain pubblicata su Il Giornalino. Nel 1981 pubblicò il volume a fumetti La tunica del diablo nella collana Totem della Nueva Frontera.
Negli anni ottanta collaborò come illustratore per l'editore Mondadori.

## Opere
- Waytt Doyle. Un dollaro bucato (1975, Editoriale CEPIM)
- Zembo Testadirame (1979, Fratelli Fabbri Editori)
- La tunica del diablo (1981, Nueva Frontera)